# Kroonia
Kroonia is een geslacht van vlinders uit de familie van de Metarbelidae. De wetenschappelijke naam en de beschrijving van dit geslacht zijn voor het eerst gepubliceerd in 2010 door Ingo Lehmann.

## Soorten
- K. adamauensis Lehmann, 2010
- K. carteri Lehmann, 2010
- K. dallastai Lehmann, 2010
- K. fumealis (Janse, 1925)
- K. heikeae Lehmann, 2010
- K. honeyi Lehmann, 2010
- K. murphyi Lehmann, 2010
- K. natalica (Hampson, 1910)
- K. politzari Lehmann, 2010